# Thou Shalt Suffer
Thou Shalt Suffer es una banda noruega de blackened death metal. El grupo, un precursor de Emperor, presenta las características melódicas del teclista Ihsahn con varios elementos de death metal, incluyendo estilos vocales. Luego de la separación del grupo debido a la formación de Emperor, Ihsahn continuó usando el nombre Thou Shalt Suffer como un proyecto alterno de música ambiental/medieval.

## Biografía
Thou Shalt Suffer comienza en 1991 cuando el vocalista Ihsahn conoce al guitarrista Samoth en una clínica de músicos de rock. Los dos empiezan a tocar juntos bajo varios nombres, Dark Device, Xerasia y Embryonic. Eventualmente se quedan como Thou Shalt Suffer. Durante este tiempo Ihsahn empieza a mostrar sus habilidades de tecladista, y su característico sonido puede ser escuchado en las grabaciones de la banda. En 1991 la banda graba dos demos, Into the Woods of Belial y Open the Mysteries of Your Creation. Ambas grabaciones exhiben un estilo distinto, que eventualmente se convertiría en el clásico "Sonido Emperor".
Cuando Samoth empezó a escribir música fuera de la banda, Thou Shalt Suffer se empezó a disolver. El bajista Vidar Vaaer, alias Ildjarn, y el baterista Thorbjørn Akkerhaugen dejaron la banda. Ildjarn forma su propio proyecto "Ildjarn" mientras Akkerhaugen fundo Akkerhaugen Studios. Para este entonces (últimos de 1991) Emperor se convirtió en una banda de tiempo completo y Thou Shalt Suffer fue olvidado. Ihsahn no abandonó por completo la banda, el uso ese nombre para lanzar música ambiental/medieval.
El primer álbum de larga duración fue lanzado en 2001, titulado Somnium. Fue compuesto y producido enteramente por Ihsahn. También en 1997, los dos demos originales fueron impresos en un CD y lanzados al público. Esta compilación, simplemente titulada Into the Woods of Belial, fue relanzada y extensamente distribuida en 2004.

## Discografía
| Álbum de estudio - 2000: Somnium Álbum recopilatorio - 1997, 2004: Into The Woods Of Belial | Demos - 1991: Into The Woods Of Belial - 1991: Open The Mysteries Of Your Creation Bootleg - 199?: The True Black bootleg split con Mayhem y Zemial |

## Miembros
- Ihsahn (Vegard Tveitan) - voz, guitarra, teclista - (1991-)
- Samoth (Tomas Haugen) - guitarra - (1991)
- Ildjarn (Vidar Vaaer) - bajo - (1991)
- Thorbjørn Akkerhaugen - batería - (1991)

- Datos: Q3178576